# 鶴殿忠善
鶴殿 忠善（靏殿、つるどの ただよし、 1853年6月4日（嘉永6年4月28日） - 1895年（明治28年）3月11日）は、明治期の政治家、華族。貴族院男爵議員。旧姓・九条、伊木。旧名・増縁。

## 経歴
山城国京都で左大臣・九条尚忠の五男として生まれる。万延元年（1860年）に出家して増縁と名乗り随心院門跡・増護の附弟、権僧正となる。明治5年5月13日（1872年6月18日）に還俗し九条家に復籍。1873年6月15日、旧岡山藩筆頭家老・伊木忠恭の養嗣子となり伊木忠善と改名。1888年（明治21年）12月20日、養子縁組を解消して九条家に復籍し、絶家靏殿家の再興を願い出て認められ、1889年（明治22年）12月18日に男爵を叙爵した。なお家名の「つる」の字ははじめ「靏」、のちに「鶴」に改めている。
1890年（明治23年）7月10月、貴族院男爵議員に選出され、死去するまで在任した。

## 墓所
- 青山霊園立山墓地

## 親族
- 妻：伊木富貴（ふき、伊木忠澄三女）[6]
- 妻：鶴殿親子（ちかこ、醍醐忠順二女）[1]
  - 二男：鶴殿家勝（貴族院男爵議員）[1][3]
  - 長女：藤田実子（藤田伝三郎の三男・彦三郎の妻）[1]